# Iaspis castimonia
Iaspis castimonia is een vlinder uit de familie van de Lycaenidae. De wetenschappelijke naam van de soort werd als Thecla castimonia in 1907 gepubliceerd door Hamilton Herbert Druce.